# Segunda Liga 2022-2023
La Segunda Liga 2022-2023 è stata la trentatreesima stagione della seconda lega del calcio portoghese e la seconda stagione con l'attuale titolo di "LigaPro". In questa divisione competono in totale 18 squadre, di cui 2 squadre di riserva delle squadre Primeira Liga. Il Moreirense ha conquistato il titolo per la terza volta nella sua storia.

## Stagione

### Novità
Al termine della Segunda Liga 2021-2022 sono state promosse in Primeira Liga il Rio Ave, il Casa Pia e il Chaves.
Dalla Primeira Liga 2021-2022 sono retrocessi il Moreirense, il Tondela e il Belenenses SAD. Dal Campeonato de Portugal 2021-2022 sono stati promossi il Torreense e l'Oliveirense.

### Formula
Le 18 squadre partecipanti si affrontano in un girone di andata e ritorno, per un totale di 34 giornate.
Le prime due classificate sono promosse in Primeira Liga.
Le squadre classificate agli ultimi due posti (17º e 18º posto) sono retrocesse nel Campeonato de Portugal.
Al campionato possono partecipare le squadre riserve, ma non possono essere promosse in Primeira Liga. Se una squadra riserva si classifica ai primi due posti, la squadra classificatasi subito dopo beneficia della promozione diretta. Se la prima squadra retrocede in Segunda Liga, la squadra riserva viene retrocessa indipendentemente dalla posizione in classifica. In quest'ultimo caso, se la squadra riserva non era nelle ultime due posizioni, la squadra meglio piazzata nella zona retrocessione mantiene la categoria. Al campionato partecipano 18 squadre, di cui 14 della Segunda Liga 2021-2022, 2 squadre retrocesse dalla Primeira Liga 2021-2022 e 2 promosse dal Campeonato de Portugal 2021-22.

## Squadre partecipanti
| Club            | Città                | Stadio                                  | Posizione 2021-2022                     |
| --------------- | -------------------- | --------------------------------------- | --------------------------------------- |
| Académico Viseu | Viseu                | Estádio do Fontelo                      | 15º posto in Segunda Liga               |
| Benfica B       | Lisbona              | Futebol Campus                          | 5º posto in Segunda Liga                |
| B-SAD           | Lisbona              | Stadio nazionale di Jamor               | 18º posto in Primeira Liga (retrocesso) |
| Covilhã         | Covilhã              | Estádio Municipal José dos Santos Pinto | 16º posto in Segunda Liga               |
| Estrela Amadora | Amadora              | Estádio José Gomes                      | 14º posto in Segunda Liga               |
| Farense         | Faro                 | Stadio di São Luís                      | 11º posto in Segunda Liga               |
| Feirense        | Santa Maria da Feira | Estádio Marcolino de Castro             | 4º posto in Segunda Liga                |
| Leixões         | Matosinhos           | Estádio do Mar                          | 8º posto in Segunda Liga                |
| Mafra           | Mafra                | Municipal de Mafra                      | 9º posto in Segunda Liga                |
| Moreirense      | Moreira de Cónegos   | Parque Joaquim de Almeida Freitas       | 16º posto in Primeira Liga (retrocesso) |
| Nacional        | Funchal              | Estádio da Madeira                      | 6º posto in Segunda Liga                |
| Oliveirense     | Oliveira de Azeméis  | Estádio Carlos Osório                   | 2º posto nel Campeonato de Portugal     |
| Penafiel        | Penafiel             | Estádio Municipal 25 de Abril           | 7º posto in Segunda Liga                |
| Porto B         | Porto                | Estádio Dr. Jorge Sampaio               | 10º posto in Segunda Liga               |
| Tondela         | Tondela              | Stadio João Cardoso                     | 17º posto in Primeira Liga (retrocesso) |
| Torreense       | Torres Vedras        | Manuel Marques                          | 1º posto nel Campeonato de Portugal     |
| Trofense        | Trofa                | Estádio do Clube Desportivo Trofense    | 13º posto in Segunda Liga               |
| Vilafranquense  | Vila Franca de Xira  | Campo do Cevadeiro                      | 12º posto in Segunda Liga               |

## Classifica finale
|  | Pos. | Squadra            | Pt | G  | V  | N  | P  | GF | GS | DR  |
|  | ---- | ------------------ | -- | -- | -- | -- | -- | -- | -- | --- |
|  | 1.   | Moreirense         | 73 | 32 | 22 | 7  | 3  | 69 | 34 | +35 |
|  | 2.   | Farense            | 63 | 32 | 19 | 6  | 7  | 53 | 33 | +20 |
|  | 3.   | Estrela Amadora    | 60 | 32 | 15 | 15 | 2  | 51 | 32 | +19 |
|  | 4.   | Académico de Viseu | 50 | 32 | 13 | 11 | 8  | 47 | 41 | +4  |
|  | 5.   | Vilafranquense     | 45 | 32 | 12 | 9  | 11 | 41 | 33 | +8  |
|  | 6.   | Porto B            | 45 | 32 | 12 | 9  | 11 | 44 | 39 | +5  |
|  | 7.   | Mafra              | 44 | 32 | 11 | 11 | 10 | 44 | 46 | -2  |
|  | 8.   | Feirense           | 43 | 32 | 10 | 13 | 9  | 38 | 34 | +4  |
|  | 9.   | Torreense          | 41 | 32 | 12 | 5  | 15 | 32 | 36 | -4  |
|  | 10.  | Oliveirense        | 40 | 32 | 10 | 10 | 12 | 46 | 45 | +1  |
|  | 11.  | Tondela            | 39 | 32 | 8  | 16 | 8  | 34 | 31 | +3  |
|  | 12.  | Penafiel           | 38 | 32 | 9  | 12 | 11 | 33 | 38 | -5  |
|  | 13.  | Benfica B          | 38 | 32 | 10 | 8  | 14 | 51 | 54 | -3  |
|  | 14.  | Leixões            | 36 | 32 | 9  | 9  | 14 | 33 | 45 | -12 |
|  | 15.  | Nacional           | 33 | 32 | 8  | 9  | 15 | 31 | 44 | -13 |
|  | 16.  | Belenenses SAD     | 31 | 32 | 8  | 7  | 17 | 38 | 57 | -19 |
|  | 17.  | Trofense           | 29 | 32 | 7  | 8  | 17 | 28 | 49 | -21 |
|  | 18.  | Covilhã            | 28 | 32 | 7  | 7  | 18 | 27 | 49 | -22 |

Legenda:

       Ammesse alla Primeira Liga 2023-2024

 Ammessa ai play-off o ai play-out.
       Retrocesse in Terceira Liga 2023-2024

Tre punti a vittoria, uno a pareggio, zero a sconfitta.
La classifica viene stilata secondo i seguenti criteri:
- Punti conquistati
- Punti conquistati negli scontri diretti
- Differenza reti negli scontri diretti
- Reti realizzate in trasferta negli scontri diretti
- Differenza reti generale
- Partite vinte
- Reti totali realizzate
- Spareggio

## Spareggi

### Spareggio promozione
Allo spareggio sono ammesse la sedicesima classificata in Primeira Liga e la terza classificata in Segunda Liga.
| Squadra 1        | Totale        | Squadra 2       | Andata | Ritorno   |
| ---------------- | ------------- | --------------- | ------ | --------- |
| 3/11 giugno 2023 |               |                 |        |           |
| Marítimo         | 3-3 (2-3 dtr) | Estrela Amadora | 1-2    | 2-1 (dts) |

### Spareggio retrocessione
Allo spareggio sono ammesse la sedicesima classificata in Segunda Liga, che disputa la gara di ritorno in casa, e la vincitrice dello scontro tra terze classificate in Terceira Liga 2022-23.

#### Primo turno
| Squadra 1         | Totale | Squadra 2         | Andata | Ritorno |
| ----------------- | ------ | ----------------- | ------ | ------- |
| 14/21 maggio 2023 |        |                   |        |         |
| Braga B           | 1-4    | Länk Vilaverdense | 0-2    | 1-2     |

#### Finale
| Squadra 1        | Totale | Squadra 2         | Andata | Ritorno |
| ---------------- | ------ | ----------------- | ------ | ------- |
| 3/11 giugno 2023 |        |                   |        |         |
| Belenenses SAD   | 1-2    | Länk Vilaverdense | 1-1    | 0-1     |

### Verdetti
- Moreirense, Farense e Estrela Amadora promosse in Primeira Liga 2023-2024.
- Belenenses SAD, Trofense e Covilhã retrocesse in Terceira Liga 2023-2024.